# Casa del Comune (Bressana Bottarone)
La Casa del Comune, municipio di Bressana Bottarone (Pavia) dal 1938 fu realizzata su progetto dall’Ing. Ernesto Aleati. L’edificio affaccia su piazza Guglielmo Marconi.

## Storia

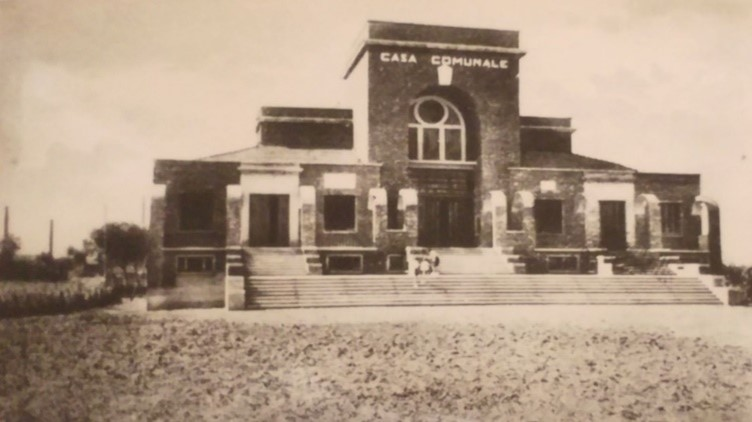
Foto storiche dell'edificio

La costruzione dell’attuale edificio, conosciuto come "Casa del Comune", risale al 1938, periodo in cui molti comuni italiani costituirono o ristrutturarono i loro edifici amministrativi. L’edificio, costruito dall’Ing. Ernesto Aleati, è stato eretto su un’area all’epoca destinata al campo della Fiera, permettendo l’apertura di un ampio piazzale in modo da lasciare verso via Depretis l’accesso all’edificio mediante scalinate.

## Descrizione
L'edificio consta di due parti distinte, disposte secondo una pianta a T. Il volume principale, sviluppato in profondità perpendicolarmente al fronte, si divide su tre piani. Al piano terra si trovano l'archivio, la biblioteca, la sala lettura, la sede dei servizi sociali e quella della Protezione Civile. Al primo piano si trova la sala polivalente, situata in quello che un tempo era il teatro comunale, mentre al secondo piano c'è un vuoto che si affaccia sul piano terra.
Il secondo corpo di soli due piani e perpendicolare al primo, ospita al piano terra la sede della polizia locale, il CAF, l'Auser ONLUS, la sala ragazzi e la sala consiliare. Al primo piano sono situati gli uffici amministrativi, incluso quello del sindaco.
La facciata è suddivisa in tre parti; il corpo centrale, più elevato, è caratterizzato dall'ingresso principale, incorniciato da un'ampia arcata a tutto sesto a doppia altezza. Una balconata al primo piano incornicia una loggia, ospitante un'apertura ad oculo, sopra la quale si trova lo stemma comunale.
Le fasce laterali, simmetriche e ad un solo piano, ospitano gli ingressi secondari. Quest’ultime vengono tripartite simmetricamente: in ognuna delle porzioni laterali l’entrata viene incorniciata da murature in aggetto in laterizio, ciascuna finestrata.
Per la costruzione dell'edificio sono stati utilizzati materiali locali. Il fabbricato è in parte rivestito in mattoni a vista e, per la sua particolare architettura, è privo di cornicione. La muratura piena in laterizio è lasciata a vista sulla maggior parte della facciata, mentre alcune porzioni minori e periferiche sono intonacate con tinte chiare e calde. La malta cementizia utilizzata contiene una miscela di sabbia del fiume Po. La copertura è realizzata con tegole curve in laterizio. La semplicità della facciata è dovuta anche alle limitate risorse finanziarie dell'epoca .

## Lavori di risanamento conservativo
Nel corso degli anni, la ‘Casa del Comune’ ha subito diverse ristrutturazioni per adattarsi alle necessità dell’epoca. Gli interventi di manutenzione straordinaria si dividono in due fasi. Il primo intervento risale al 1965, con oggetto l’ampliamento dell’edificio comunale per la costruzione degli uffici, su progetto dell’Ing. Ettore Ricotti e su esecuzione di Mario Beccaria-Casteggio.
Il secondo intervento noto risale al 1984-89, a carico dell’Impresa “La Capomastra” di Albertario Lanfranco, e diretto dal Geom. Bonfoco Luigi. L’intervento consiste nella risistemazione della copertura, nell’intonacatura totale delle facciate sud e ovest, nella sostituzione parziale dei mattoni di facciata e in lavori di miglioria per una maggiore funzionalità del complesso comunale, compresa la formazione di un vano per l’insediamento della centrale termica. Altri interventi, meno invasivi, hanno riguardato il rifacimento degli interni o dell’arredo.

## Altre informazioni
L’archivio storico del Comune di Bressana Bottarone contiene immagini e progetti sulla costruzione del Teatro all’interno della Casa del Comune di Bressana Bottarone.